# Francesca Kirwan
Francesca Kirwan (* 22. Dezember 1993 in Auckland) ist eine ehemalige neuseeländisch-italienische Volleyball- und Beachvolleyballspielerin. Sie wurde drei Mal mit verschiedenen Partnerinnen neuseeländische Meisterin im Sand.

## Karriere

### Karriere Halle
Die auf der Nordinsel des Pazifik-Staats geborene Sportlerin zog Anfang der zweitausender Jahre mit ihren Eltern nach Italien und erlernte als Zehnjährige bei Albatros Treviso das Volleyballspiel. 2011 wechselte sie zu Spes Volley Conegliano und wurde mit dem Verein Zwölfte in der Serie A1. 2013 unterschrieb sie einen Vertrag beim Zweitligisten Polisportiva San Giorgio Domovip Porcia, mit dem sie eine Spielzeit später Meisterin wurde und den Aufstieg in die Beletage des südeuropäischen Staates schaffte. Anschließend entschied sie sich, in ihr Geburtsland zurückzukehren.

### Karriere Beach
2017 belegte Kirwan mit Kelsie Wills einen zweiten und einen dritten Rang bei der neuseeländischen Beachtour und wurde mit dieser Partnerin zum ersten Mal neuseeländische Meisterin. Ab dem folgenden Jahr befanden sich Olivia MacDonald und die ehemalige italienische Außenangreiferin meistens auf der gleichen Seite des Netzes. 2019 erreichten die beiden drei Mal in Folge das Viertelfinale bei Ein-Stern-Turnieren, standen zwei weitere Male in der Runde der besten sechzehn Duos und waren in Budapest in der Vorschlussrunde. Im Finale der Landesmeisterschaft besiegten sie Shaunna Polley und Julia Tilley. 2020 erkämpften sie wiederum den Einzug ins Endspiel der neuseeländischen Meisterschaften, in der Beachtour des Landes reichte es jedoch nach einem weiteren zweiten Platz in einem der Events nur zum Bronzerang im Finalturnier. Im letzten Jahr ihrer Zusammenarbeit kamen zwei Siege bei den Vorwettkämpfen der Serie hinzu. Der Sieg beim Tourfinale gelang Kirwan jedoch mit Julia Tilley, und ihren dritten Meistertitel konnte sie mit Alice Zeimann erringen.

## Privates
Francescas Bruder Niko ist seit 2021 im Fußballverein Calcio Padova in der dritten italienischen Liga aktiv. Der jüngere Bruder Luca spielte zunächst Rugby. 2019 wurde er mit dem neuseeländischen Vierer mit Steuermann Vierter bei den U23-Ruderweltmeisterschaften. Im März 2024 wurde er als Mitglied der Luna Rossa Crew für den America’s Cup 2024 ausgewählt. Die Mutter der drei Geschwister hieß vor ihrer Heirat Fiorelli Tomasi und war wie später ihre Tochter professionelle Volleyballspielerin in der zweiten italienischen Liga. Der Vater Sir John Kirwan war seinerzeit der erfolgreichste Rugbyspieler überhaupt. Er wurde achtfacher neuseeländischer Meister und 1987 mit den Kiwis Weltmeister. Später arbeitete er in verschiedenen Ländern als Trainer. Inzwischen betreibt er mit seiner Tochter, die einen Abschluss in Marketing und Kommunikationswissenschaften hat, ein Unternehmen, das Weine und andere Produkte aus Venetien nach Neuseeland importiert.